# Астрафобия
Астрафобия, още позната като Бронтофобия, Кераунофобия или Тонитрофобия е ирационален страх от гръмотевици и светкавици и в този смисъл е специфична фобия. Тя е доста обща за хората (особено за по-младите) и особено за кучетата и котките. В частност Кераунофобията представлява страх от гръмотевици, а не от светкавици.
Симптомите и лечението на астрафобията са подобни на тези на всички специфични фобии.